# Advanced Chemistry

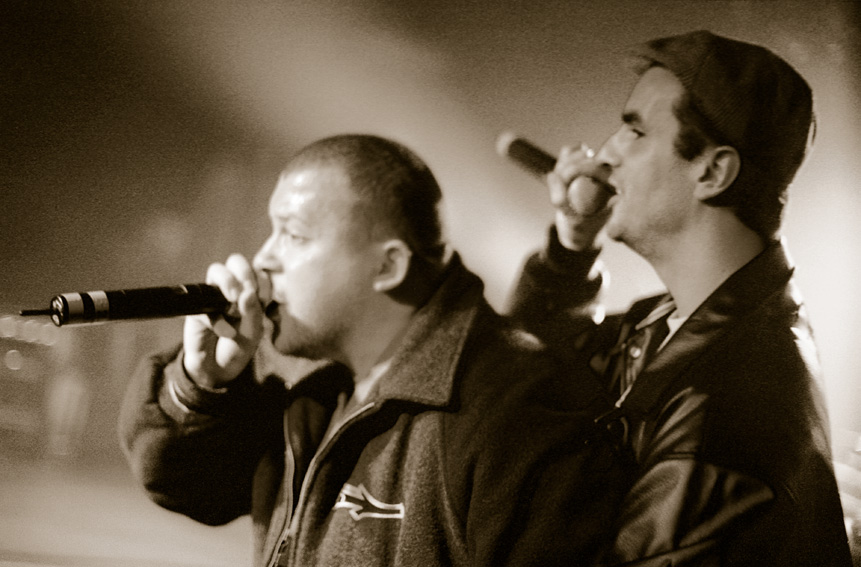
Torch und Toni-L (2003)

Advanced Chemistry (AC) war eine 1987 gegründete Hip-Hop-Gruppe aus Heidelberg, die zu den Pionieren des deutschen Hip-Hops zählt. Die Band beteiligte sich an dem politischen Diskurs um Staatsbürgerschaft, Asylbestimmungen und Grundrechte, der nach der Wiedervereinigung in der Folge von Brandanschlägen und Terrorakten gegenüber Immigranten in Deutschland die erste Hälfte der 1990er Jahre dominierte. Ihren Durchbruch schaffte sie mit der 1992 erschienenen Single Fremd im eigenen Land.

## Geschichte
Die Gruppe bestand aus „Toni-L“, „Linguist“ (bürgerlicher Name: Kofi Yakpo), „Gee-One“, „DJ Mike MD“' und „Torch“, die teilweise auch heute noch musikalisch aktiv sind. Nachdem DJ Mike MD und Gee-One in den frühen 1990er Jahren die Band verlassen hatten, bestand die Gruppe als Trio weiter. Großen Einfluss auf Advanced Chemistry hatte der Produzent Boulevard Bou, der stets im Advanced-Chemistry-Umfeld anzutreffen war, aber nicht zur Band gehört.
Beeinflusst vom amerikanischen Conscious Rap und der Native-Tongue-Bewegung, waren die zentralen Themen von Advanced Chemistry politisch und intellektuell motiviert und drehten sich überwiegend um ihre Identität als Deutsche ausländischer bzw. afrodeutscher Herkunft und den Platz der Hip-Hop-Bewegung in der Welt. Advanced Chemistry wurden als eine der wenigen deutschsprachigen Hip-Hop-Bands Mitglied der Organisation Universal Zulu Nation.
Im März 2023 wurde die Pionierarbeit durch die UNESCO gewürdigt: Sie erhob die Hip-Hop-Kultur aus Heidelberg zum Immateriellen Kulturerbe.

## Diskografie

### Alben
- 1995: Advanced Chemistry (2xLP / CD)

### Singles
- 1992: Fremd im eigenen Land (12″ / MCD, MZEE)
- 1993: Welcher Pfad führt zur Geschichte (12″ / MCD, MZEE)
- 1994: Operation § 3 (12″ / MCD) (Sample von Night Ark – Homecoming)
- 1994: Dir fehlt der Funk! (12″ / MCD)

## Rezeption
Als Hommage benannten die Beginner ihr viertes Studioalbum 2016 nach Advanced Chemistry.